# Porsche Cayman (Typ 987c)
Der Porsche Cayman (987c) ist ein Sportwagen von Porsche und die Coupé-Ausführung des Roadsters Boxster (Typ 987), auf dessen Technik er basiert. Der 987c ist die erste produzierte Cayman-Generation. Obwohl der Boxster mit seiner Verdeckkonstruktion die aufwendigere Karosserie hat, ist das Cayman-Coupé mit einem 8 bzw. 10 Prozent (Cayman S) höheren Preis sowie einer um 7 kW (10 PS) gesteigerten Leistung gegenüber dem Roadster trotz weitgehend gleicher Ausstattung höher positioniert.

## Modellgeschichte
Premiere hatte der Cayman in der S-Version auf der Internationalen Automobilausstellung (IAA) im September 2005. Die Markteinführung des sportlichen Zweisitzers in Deutschland war am 26. November 2005 mit einem Grundpreis von 58.529 Euro (inkl. 16 % MwSt.). Die werksinterne Bezeichnung des Porsche Cayman lautet 987c, die Baumusternummer 987120.

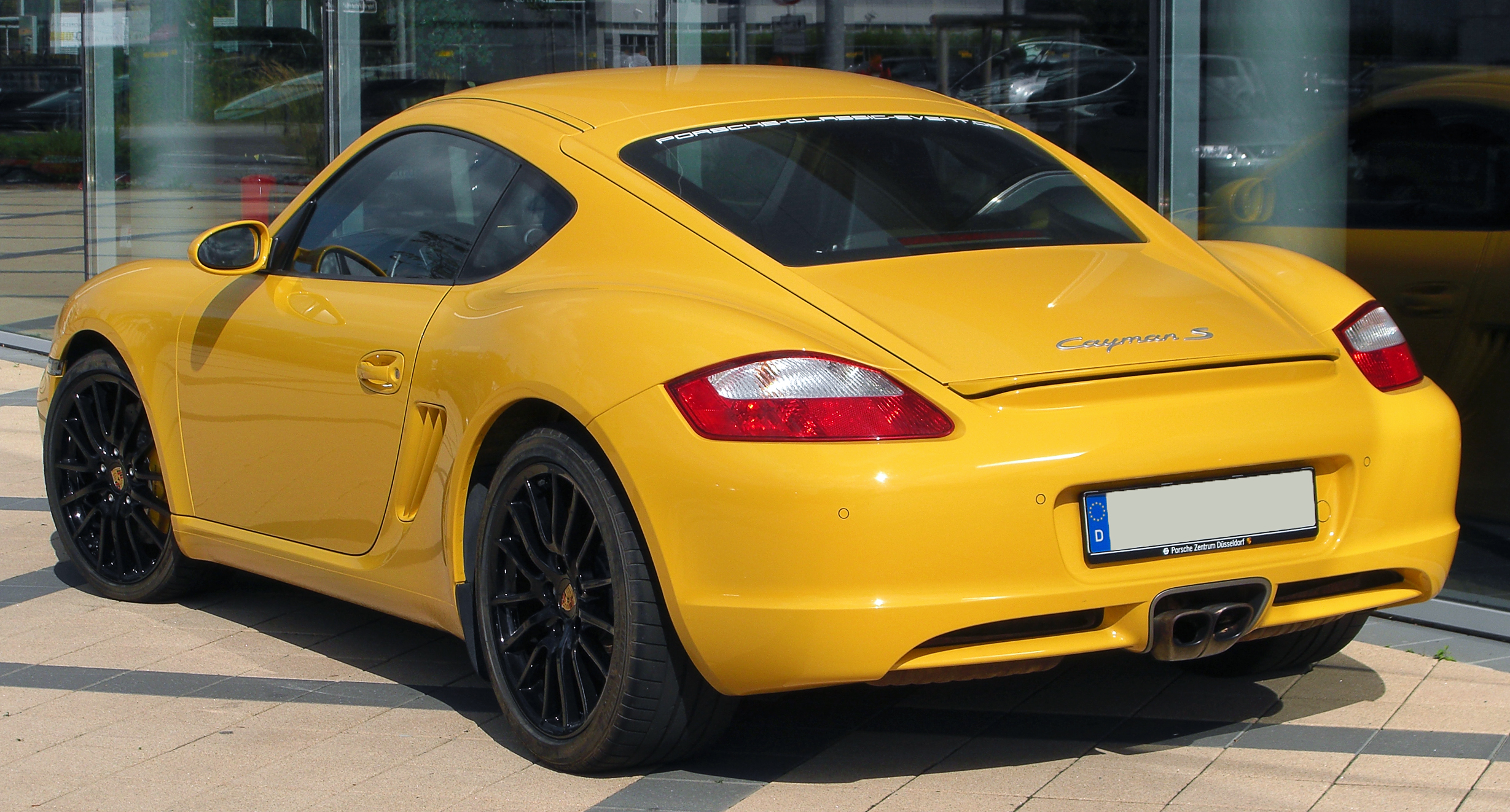
Heckansicht des Cayman S

Der Cayman wurde großteils im Auftrag von Porsche bei Valmet Automotive im finnischen Uusikaupunki gebaut. Im November 2012 wurde die Produktion ins Volkswagenwerk Osnabrück verlegt. Im Vergleich zum offenen Schwestermodell Boxster gilt der Cayman als das sportlichere Auto. Das Handling ist dank der steiferen Karosserie präziser und agiler.
Bis Ende Juli 2006 wurde der Wagen nur als Cayman S mit 3,4-Liter-Sechszylinder mit 217 kW (295 PS) angeboten, wie Porsche das stärkere und besser ausgestattete Modell der jeweiligen Modellreihe bezeichnet. Seit Ende Juli 2006 ist auch der 2,7-Liter-Sechszylinder mit 180 kW (245 PS) bei 6500/min verfügbar.
Der Cayman S unterscheidet sich durch folgende weitere Ausstattungsmerkmale vom Basismodell:
- 6-Gang-Getriebe (beim Basismodell als Zubehör)
- Bremssättel rot lackiert (Cayman: schwarz eloxiert)
- Durchmesser der vorderen Bremsscheiben 318 mm (Cayman: 298 mm)
- Doppelendrohr
- 18-Zoll-Bereifung serienmäßig

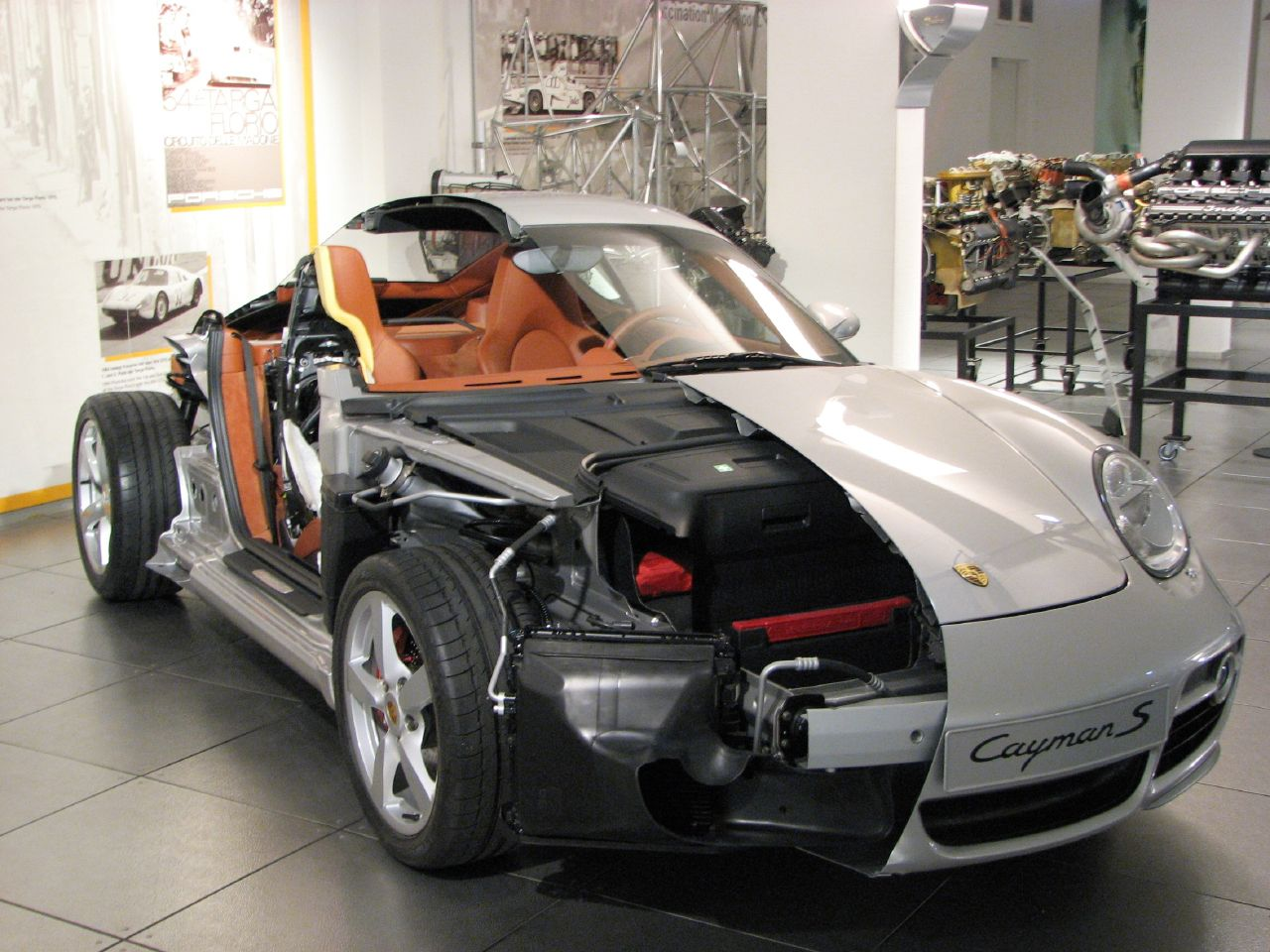
Schnittmodell eines Cayman S im Porsche-Museum

Das optionale PASM (Porsche Active Suspension Management) enthält ein geändertes Fahrwerk mit um 10 mm tiefergeleger Karosserie, elektronisch geregelte Dämpfern und zwei manuell wählbaren Kennfeldern, Normal oder Sport. Zusätzlich kann die mit Keramikscheiben und vorderen 6-Kolben-Sätteln versehene Bremsanlage PCCB (Porsche Ceramic Composite Brake) bestellt werden.
Auf der New York International Auto Show wurde der Porsche Cayman S zum „2007 World Performance Car“ gewählt. Diese Auszeichnung wurde von einer Jury aus internationalen Automobiljournalisten vergeben. Dabei verwies der Cayman S unter anderem den neuen Audi RS4 und den BMW M5 auf die Plätze zwei und drei.
Seit Anfang des Jahres 2007 bietet Porsche zur äußerlichen Aufwertung des Cayman-Exterieurs das so genannte „Aerokit Cayman“ an. Es besteht aus im Windkanal getesteten Komponenten, die den Strömungswiderstandskoeffizienten (cw) senken und dazu den Auftrieb verringern sollen. Weitere wesentliche Bestandteile des Aerokits sind die in Wagenfarbe ausgeführten Aufsatzteile sowie ein hinsichtlich der Aerodynamik und des Designs verbesserter Bug. Zusätzlich soll noch eine feststehende Heckabrißkante die Fahrstabilität verbessern.

### Modelljahr 2009

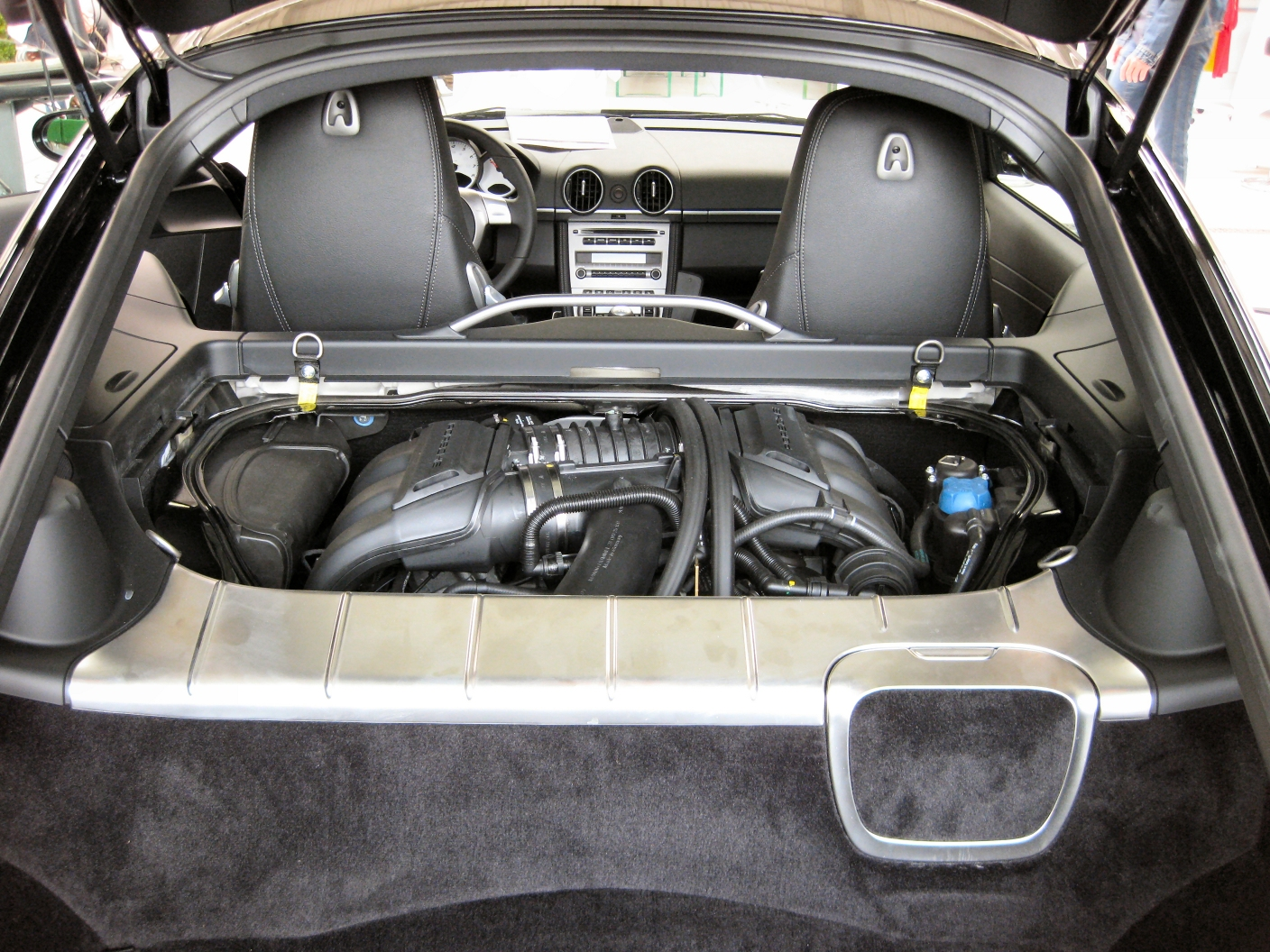
Motorraum des Cayman

Seit Februar 2009 wird der Wagen mit zwei neuen Motoren ausgestattet:
Das Basismodell erhält einen auf 2,9 Liter Hubraum vergrößerten Motor mit einer Leistung von 195 kW (265 PS). Dabei verringert sich der Normverbrauch mit dem wahlweise lieferbaren 7-Gang-Porsche-Doppelkupplungsgetriebe (PDK) um 10 Prozent von 10,1 auf 9,1 l/100 km. Außerdem hat dieses Modell vorn die größeren Bremsscheiben des Cayman S und hinten 4 mm stärkere.
Der DFI-Motor (Direct Fuel Injection) mit Benzindirekteinspritzung im Cayman S hat etwa 3,4 Liter (3436 cm3) Hubraum und leistet 235 kW (320 PS). Beide Modelle haben serienmäßig eine Berganfahrhilfe und erfüllen die seit 1. September 2009 gültige Euro-5-Abgasnorm.

### Außenlackierungen
Außer vier aufpreisfreien Unilacken und der dem Cayman R vorbehaltenen Peridotmetalliclackierung gibt es eine Reihe verschiedener, optionaler Metalliclackierungen.
Serie:
| schwarz (seit 2005) | indischrot (seit 2005) | carraraweiß (seit 2005) | speedgelb (seit 2013) | peridotmetallic (2010–2013) |

Metallic:
| basaltschwarz (seit 2005)  | aquablau (2005–2013)   | platinsilber (2005–2013)  | macadamia (2005–2013) | meteorgrau (2005–2013)  | dunkelblau (seit 2005) |
| anthrazitbraun (seit 2013) | saphirblau (seit 2013) | rhodiumsilber (seit 2013) | mahagoni (seit 2013)  | amaranthrot (seit 2013) | achatgrau (seit 2013)  |

Metallic-Sonderfarbe:
| GT-silber (seit 2005) | rubinrot (2005–2013) | cognac (seit 2013) | limegold (seit 2013) |

### Cayman R

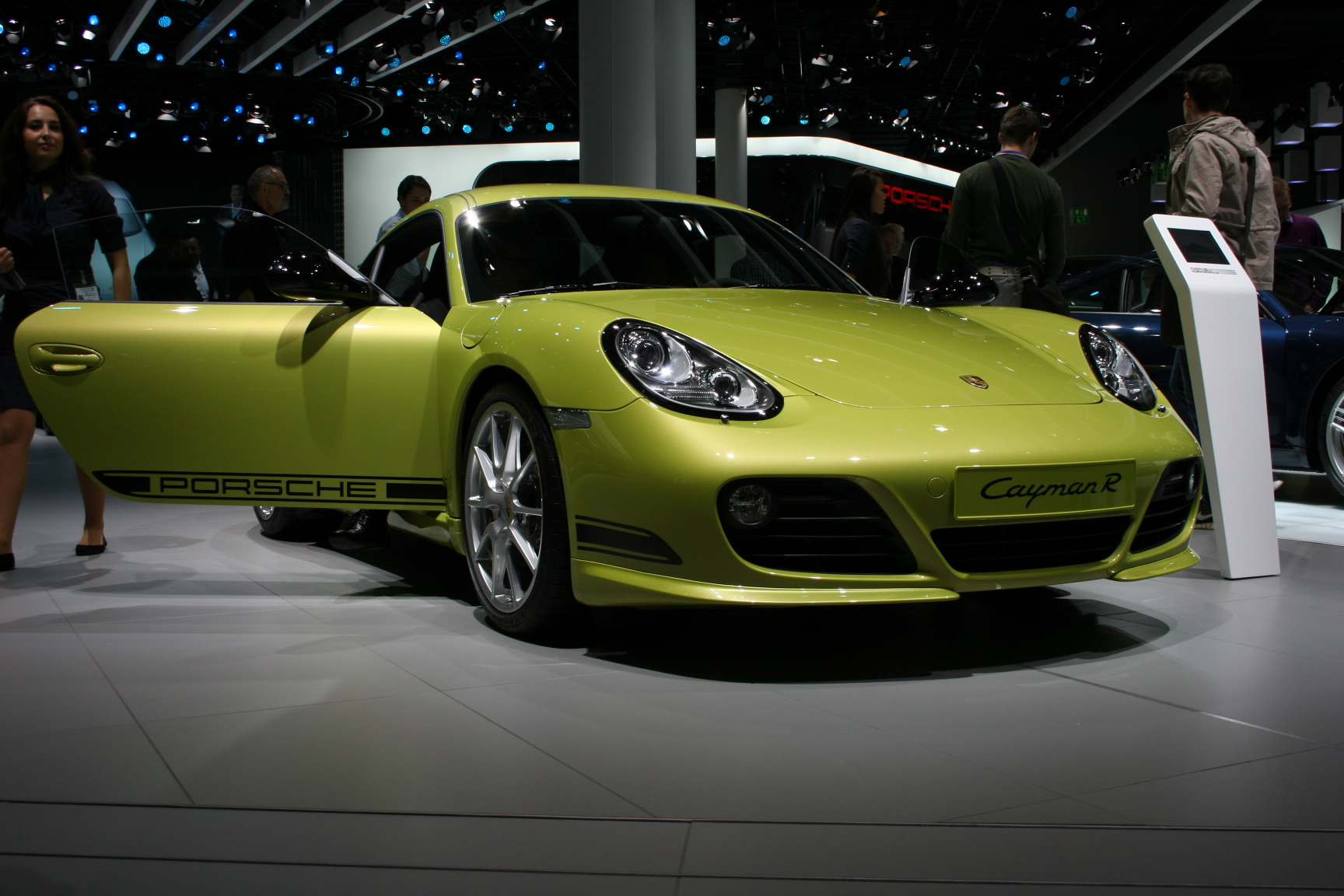
Frontansicht des Cayman R

Seit dem 17. November 2010 wurde außer den Modellen Cayman und Cayman S eine Version mit der Bezeichnung Cayman R angeboten. Sie wurde auf der LA Auto Show vorgestellt und vom Cayman S abgeleitet. Der Cayman R leistet 243 kW (330 PS). Das sind 8 kW (10 PS) mehr und er ist gleichzeitig 55 kg leichter, um ein besseres Leistungsgewicht und eine bessere Dynamik zu erhalten – vergleichbare Maßnahmen, wie sie bei der Modellreihe Boxster Spyder umgesetzt wurden. Eine weitere Steigerung der Fahrdynamik wird durch ein neu abgestimmtes Sportfahrwerk erreicht, das das Fahrzeug gegenüber dem Cayman S außerdem um 20 mm absenkt. Der Cayman R ist auf der Vorderachse mit Reifen der Größe 235x35 ZR19 und auf der Hinterachse 265x35 ZR19 versehen und erreicht eine Höchstgeschwindigkeit von 282 km/h (5 km/h mehr als das Serienmodell Cayman S). Die Beschleunigungszeit von 0 auf 100 km/h beträgt mit dem 6-Gang-Schaltgetriebe 5,0 s. Mit dem optional erhältlichen Porsche-Doppelkupplungsgetriebe PDK, dauert der Sprint von 0 auf 100 km/h 4,7 s. Voraussetzung hierfür ist das Verwenden der Launch Control, welche durch das optionale Paket „Porsche Sport Chrono Plus“ aktivierbar wird.
Das äußere Erscheinungsbild ist von einer schwarzen Umrandung der Hauptscheinwerfer, einem feststehenden Spoiler hinten, größeren Spoilerlippen vorne und einem Porsche-Schriftzug an Türen geprägt. Die Türen stammen aus dem 911 Turbo und sind wie die vordere Haube aus Aluminium gefertigt. Eine weitere Gewichtsreduzierung wird durch eine verminderte Ausstattung erreicht: weniger Dämmmaterial, keine Türablagen und Getränkehalter (Cup-Holder) sowie serienmäßige Sportschalensitze. Als Türöffner dienen Textilschlaufen aus dem Modell GT3 RS. Klimaanlage, Radio, PCM (Porsche Communication Management) sind im Standardumfang nicht enthalten, aber bestellbar. Das Modell kam im Februar 2011 zu einem Preis von 69.830 Euro (inkl. 19 % MwSt.) auf den Markt.

## Sondermodelle
Auf Basis des Cayman S gab es bisher zwei Sondermodelle, die sich durch eine teilweise gesteigerte Motorleistung, einem einmaligen Design, einer stark erweiterten Serienausstattung, sowie einer limitierten Auflage von dem Serienmodell abheben.

### Cayman S Porsche Design Edition 1 (2007)

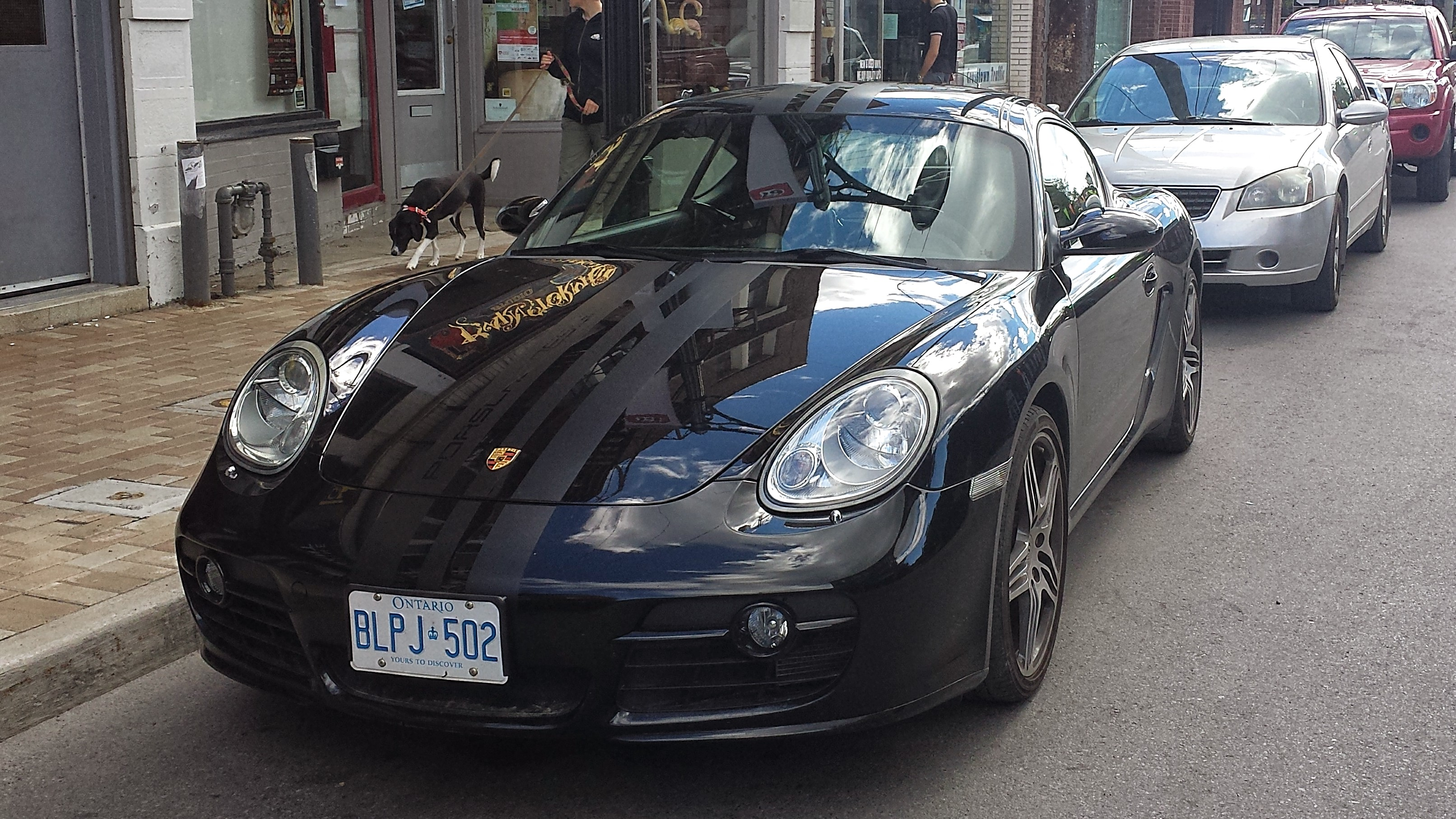
Cayman S Porsche Design Edition 1

Das erste Sondermodell des Cayman, die Cayman S Porsche Design Edition 1 wurde im September 2007 im Rahmen der IAA präsentiert. Diese Sonderauflage war auf 777 Modelle limitiert, die auch alle verkauft wurden. Technisch wurde der Cayman S nicht modifiziert, wohl aber optisch, am ehesten zu erkennen an den drei mattschwarzen Streifen, die sich über das Fahrzeug ziehen.
Merkmale des Sondermodells:
- Design außen: Drei mattschwarze Streifen mit „Design Edition 1“ Schriftzug längs über das Fahrzeug und an den Türen; rote Heckleuchten; graue Seitenblinker.
- Design innen: Kombi-Instrument mit schwarzen Ziffern im Porsche Design Chronograph Look; Einstiegsblende aus Edelstahl mit Schriftzug; Voll-Lederausstattung schwarz; Sitze mit Porsche Wappen; Sportlenkrad + Innenhimmel + Handbremse in Alcantara, Mittelkonsole schwarz lackiert, Fahrzeugnummer ###/777 am Handschuhfach.
- Technik: PASM-Fahrwerk; geschmiedete 19-Zoll-Turbo-Räder; 5-mm-Distanzscheiben.
- Design-Zubehör: Von Porsche Design ein Lederkoffer mit Porsche-Design-Quarz-Chronometer schwarz, Sonnenbrille, Taschenmesser, Schlüsselanhänger, Schreibgerät.

Der Porsche-Design-Quarz-Chronometer ist auf das Kombi-Instrument abgestimmt und nur in Verbindung mit dem Fahrzeug erhältlich, das heißt damit auch auf 777 Stück limitiert und nicht einzeln erhältlich. Der Preis betrug 69.942 Euro (inkl. 19 % MwSt.).

### Cayman S Sport (2008)

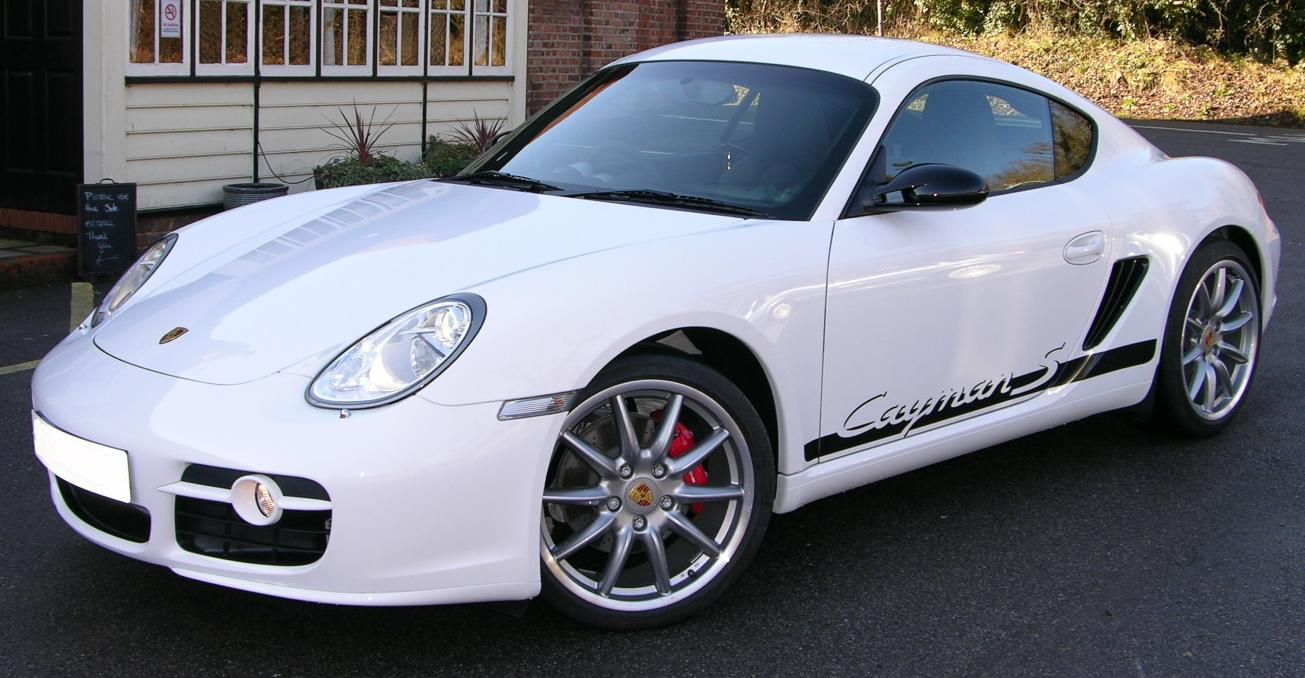
Cayman S Sport

Ein zweites Sondermodell des Cayman erschien im August 2008 unter dem Namen Porsche Cayman S Sport. Dieses Sondermodell ist auf 700 Exemplare limitiert und hat eine im Vergleich zum regulären Cayman S um 6 kW (8 PS) gesteigerte Motorleistung. Das Sondermodell ist äußerlich am 997 GT3 RS orientiert und hat serienmäßig einige sportliche Extras, wie zum Beispiel das Sport-Chrono-Paket. Die Porsche Ceramic Composite Brake, eine Keramik-Bremsanlage, die serienmäßig nur im Porsche 911 GT2 zu finden ist, bleibt auch beim „Cayman S Sport“ nur wahlweise erhältlich. Der Preis für dieses Sondermodell liegt ebenso wie beim ersten Sondermodell bei 69.942 Euro (inkl. 19 % MwSt).

### Cayman S Black Edition (2011)
Dieses dritte Sondermodell war auf 500 Exemplare beschränkt. Es enthielt den geringfügig leistungsgesteigerten Motor des Cayman R mit 242 kW (330 PS), die Ausstattungspakete "Komfort", "Infotainment" und "Design", und war schwarz lackiert, mit schwarzen Felgen und schwarzer Teilleder-Innenausstattung. Der Listenpreis lag bei 67.807 Euro (inkl. 19 % MwSt).

## Technische Daten (2005–2009)
| Porsche Cayman:                            | Cayman | Cayman S | Cayman S Sport |
| ------------------------------------------ | --- | --- | --- |
| Motor:                                     | Sechszylinder-Boxermotor (Viertakt) als Mittelmotor integrierte Trockensumpfschmierung: Ölreservoir im Motor, zwei Rückförderpumpen, eine Druckpumpe                  | Sechszylinder-Boxermotor (Viertakt) als Mittelmotor integrierte Trockensumpfschmierung: Ölreservoir im Motor, zwei Rückförderpumpen, eine Druckpumpe                  | Sechszylinder-Boxermotor (Viertakt) als Mittelmotor integrierte Trockensumpfschmierung: Ölreservoir im Motor, zwei Rückförderpumpen, eine Druckpumpe                  |
| Hubraum:                                   | 2687 cm³ | 3387 cm³ | 3387 cm³ |
| Bohrung × Hub:                             | 85,5 × 78,0 mm | 96,0 × 78,0 mm | 96,0 × 78,0 mm |
| Leistung bei 1/min:                        | 180 kW (245 PS) bei 6500 | 217 kW (295 PS) bei 6250 | 223 kW (303 PS) bei 6250 |
| Max. Drehmoment bei 1/min:                 | 273 Nm bei 4600–6000 | 340 Nm bei 4400–6000 | 340 Nm bei 4400–6000 |
| Verdichtung:                               | 11,3 : 1 | 11,1 : 1 | 11,1 : 1 |
| Ventilsteuerung:                           | 4-Ventil-Technik, 2 Nockenwellen pro Zylinderbank Nockenwellenverstellung und Ventilhubschaltung durch VarioCam Plus Automatischer Ventilspielausgleich (Hydrostößel) | 4-Ventil-Technik, 2 Nockenwellen pro Zylinderbank Nockenwellenverstellung und Ventilhubschaltung durch VarioCam Plus Automatischer Ventilspielausgleich (Hydrostößel) | 4-Ventil-Technik, 2 Nockenwellen pro Zylinderbank Nockenwellenverstellung und Ventilhubschaltung durch VarioCam Plus Automatischer Ventilspielausgleich (Hydrostößel) |
| Kühlung:                                   | Flüssigkeitskühlung | Flüssigkeitskühlung | Flüssigkeitskühlung |
| Antriebsart:                               | Hinterradantrieb | Hinterradantrieb | Hinterradantrieb |
| Getriebe:                                  | 5-Gang-Schaltgetriebe mit Sportpaket: 6-Gang-Schaltgetriebe | 6-Gang-Schaltgetriebe | 6-Gang-Schaltgetriebe |
| Getriebe optional:                         | 5-Gang-Tiptronic S | 5-Gang-Tiptronic S | 5-Gang-Tiptronic S |
| Bremsen:                                   | Scheibenbremsen, innenbelüftete Scheiben aus Grauguss, Antiblockiersystem 8.0                                                                                         | Scheibenbremsen, innenbelüftete Scheiben aus Grauguss, Antiblockiersystem 8.0                                                                                         | Scheibenbremsen, innenbelüftete Scheiben aus Grauguss, Antiblockiersystem 8.0                                                                                         |
| Radaufhängung vorn:                        | einzeln an MacPherson-Federbeinen und Querlenkern, Stabilisator; optional Aktivfahrwerk (PASM)                                                                        | einzeln an MacPherson-Federbeinen und Querlenkern, Stabilisator; optional Aktivfahrwerk (PASM)                                                                        | einzeln an MacPherson-Federbeinen und Querlenkern, Stabilisator; optional Aktivfahrwerk (PASM)                                                                        |
| Radaufhängung hinten:                      | einzeln an MacPherson-Federbeinen und Querlenkern, Stabilisator; optional Aktivfahrwerk (PASM)                                                                        | einzeln an MacPherson-Federbeinen und Querlenkern, Stabilisator; optional Aktivfahrwerk (PASM)                                                                        | einzeln an MacPherson-Federbeinen und Querlenkern, Stabilisator; optional Aktivfahrwerk (PASM)                                                                        |
| Karosserie:                                | Selbsttragende Stahl-Karosserie mit ab 120 km/h automatisch ausfahrendem Heckspoiler                                                                                  | Selbsttragende Stahl-Karosserie mit ab 120 km/h automatisch ausfahrendem Heckspoiler                                                                                  | Selbsttragende Stahl-Karosserie mit ab 120 km/h automatisch ausfahrendem Heckspoiler                                                                                  |
| Tankinhalt:                                | 64 Liter | 64 Liter | 64 Liter |
| Radstand:                                  | 2415 mm | 2415 mm | 2415 mm |
| Wendekreis:                                | 11,1 m | 11,1 m | 11,1 m |
| Reifen/Felgen:                             | VA: 205 × 55 ZR17 auf 6,5J × 17 HA: 235 × 50 ZR17 auf 8J × 17 | VA: 235 × 40 ZR18 auf 8J × 18 HA: 265 × 40 ZR18 auf 9J × 18 | VA: 235 × 35 ZR19 auf 8J × 19 HA: 265 × 35 ZR19 auf 9J × 19 |
| cw-Wert:                                   | 0,29 | 0,29 | 0,29 |
| Leergewicht nach EG-Norm:                  | 1375 kg mit Tiptronic S: 1435 kg | 1425 kg mit Tiptronic S: 1465 kg | 1415 kg mit Tiptronic S: 1455 kg |
| Höchstgeschwindigkeit:                     | 258 km/h mit Tiptronic S: 253 km/h | 275 km/h mit Tiptronic S: 267 km/h | 277 km/h mit Tiptronic S: 268 km/h |
| Beschleunigung, 0–100 km/h                 | 6,1 s mit Tiptronic S: 7,0 s | 5,4 s mit Tiptronic S: 6,1 s | 5,4 s mit Tiptronic S: 6,1 s |
| Beschleunigung, 0–200 km/h:                | k. A. | 19,8 s | k. A. |
| Kraftstoffverbrauch auf 100 km:            | 9,3 l Super Plus mit Tiptronic S: 10,1 l | 10,6 l Super Plus mit Tiptronic S: 11,0 l | 10,6 l Super Plus mit Tiptronic S: 11,0 l |
| CO2-Emission g/km:                         | 222 mit Tiptronic S: 242 | 254 mit Tiptronic S: 262 | 254 mit Tiptronic S: 262 |
| Grundpreis (August 2007) inkl. 19 % MWSt.: | 48.879 Euro | 60.303 Euro | 69.942 Euro |

## Technische Daten (2009–2013)

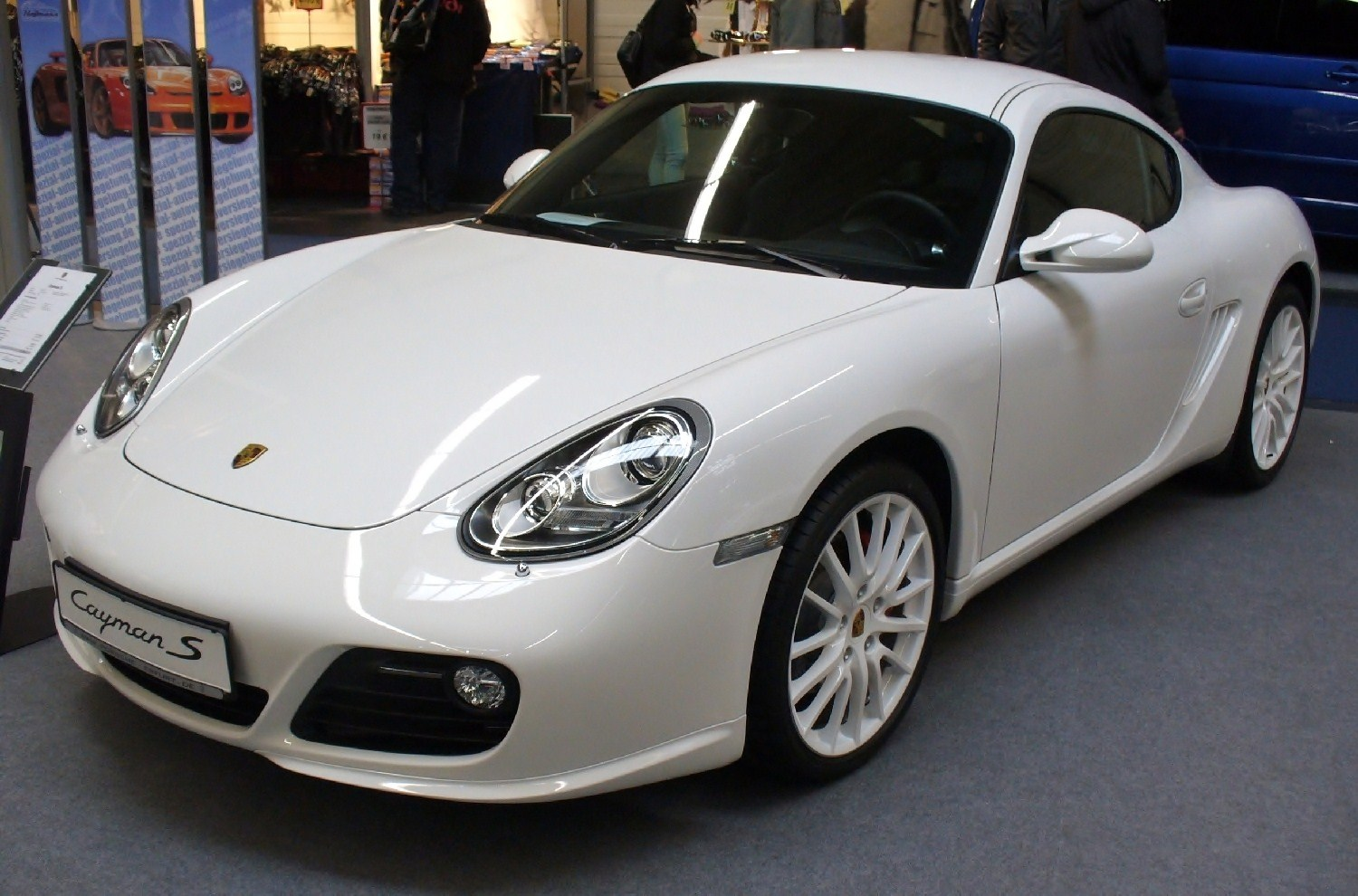
Porsche Cayman S (seit 2009)

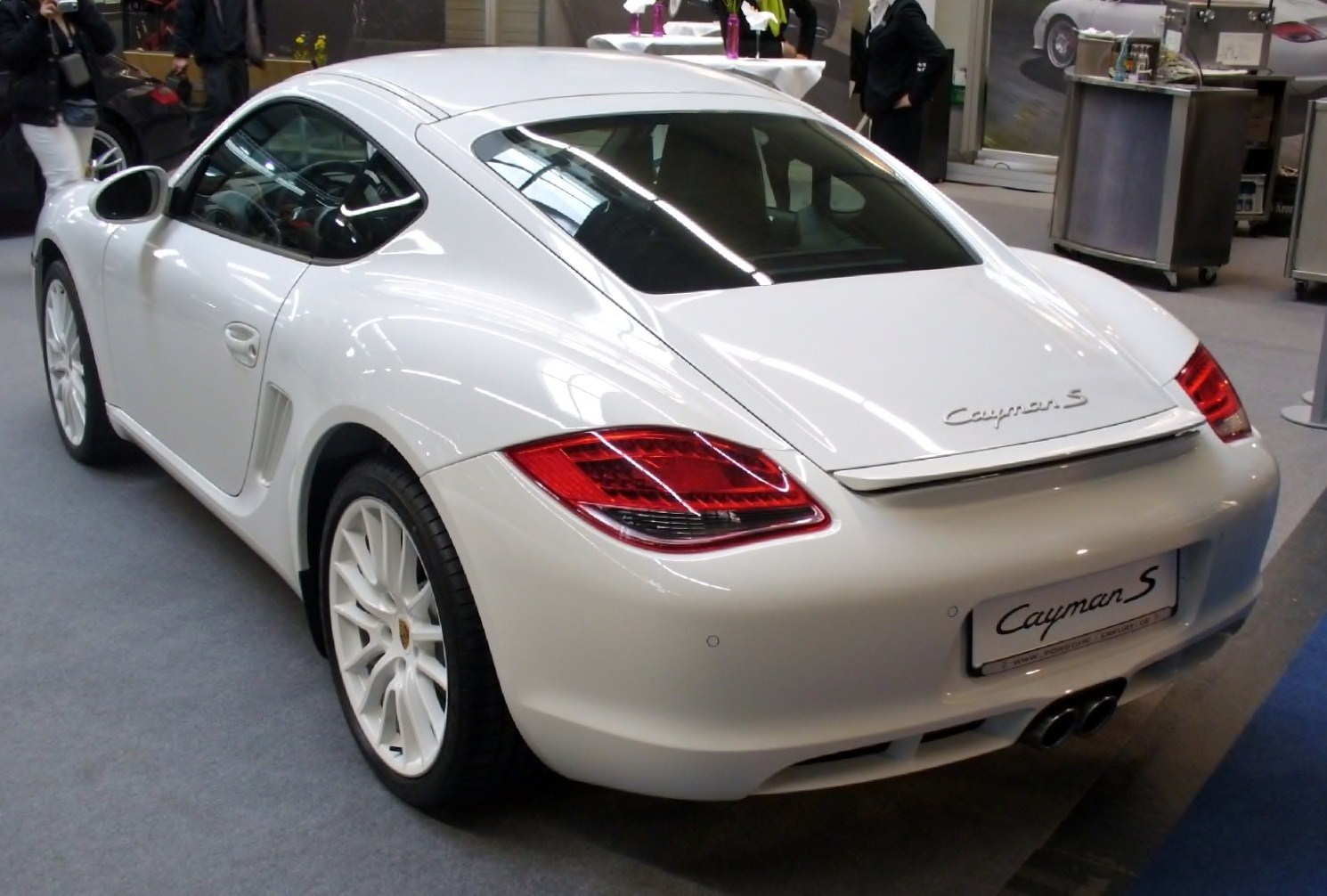
Porsche Cayman S (seit 2009)

| Porsche Cayman:                            | Cayman | Cayman S | Cayman R |
| ------------------------------------------ | --- | --- | --- |
| Motor:                                     | Sechszylinder-Boxermotor (Viertakt) als Mittelmotor integrierte Trockensumpfschmierung: Ölreservoir im Motor, vier Rückförderpumpen, eine Druckpumpe                  | wie Cayman, jedoch mit Benzindirekteinspritzung | wie Cayman, jedoch mit Benzindirekteinspritzung |
| Hubraum:                                   | 2893 cm³ | 3436 cm³ | 3436 cm³ |
| Leistung bei 1/min:                        | 195 kW (265 PS) bei 7200 | 235 kW (320 PS) bei 7200 | 243 kW (330 PS) bei 7400 |
| Max. Drehmoment bei 1/min:                 | 300 Nm bei 4400–6000 | 370 Nm bei 4750 | 370 Nm bei 4750 |
| Verdichtung:                               | 11,5 : 1 | 12,5 : 1 | 12,5 : 1 |
| Ventilsteuerung:                           | 4-Ventil-Technik, 2 Nockenwellen pro Zylinderbank Nockenwellenverstellung und Ventilhubschaltung durch VarioCam Plus Automatischer Ventilspielausgleich (Hydrostößel) | 4-Ventil-Technik, 2 Nockenwellen pro Zylinderbank Nockenwellenverstellung und Ventilhubschaltung durch VarioCam Plus Automatischer Ventilspielausgleich (Hydrostößel) | 4-Ventil-Technik, 2 Nockenwellen pro Zylinderbank Nockenwellenverstellung und Ventilhubschaltung durch VarioCam Plus Automatischer Ventilspielausgleich (Hydrostößel) |
| Kühlung:                                   | Flüssigkeitskühlung | Flüssigkeitskühlung | Flüssigkeitskühlung |
| Antriebsart:                               | Hinterradantrieb | Hinterradantrieb | Hinterradantrieb |
| Getriebe:                                  | 6-Gang, optional 7-Gang-PDK (Doppelkupplungsgetriebe) | 6-Gang, optional 7-Gang-PDK (Doppelkupplungsgetriebe) | 6-Gang, optional 7-Gang-PDK (Doppelkupplungsgetriebe) |
| Bremsen:                                   | Scheibenbremsen, innenbelüftete Scheiben aus Grauguss, Antiblockiersystem 8.0                                                                                         | Scheibenbremsen, innenbelüftete Scheiben aus Grauguss, Antiblockiersystem 8.0                                                                                         | Scheibenbremsen, innenbelüftete Scheiben aus Grauguss, Antiblockiersystem 8.0                                                                                         |
| Radaufhängung vorn:                        | einzeln an MacPherson-Federbeinen und Querlenkern, Stabilisator; optional Aktivfahrwerk (PASM)                                                                        | einzeln an MacPherson-Federbeinen und Querlenkern, Stabilisator; optional Aktivfahrwerk (PASM)                                                                        | einzeln an MacPherson-Federbeinen und Querlenkern, Stabilisator; optional Aktivfahrwerk (PASM)                                                                        |
| Radaufhängung hinten:                      | einzeln an MacPherson-Federbeinen und Querlenkern, Stabilisator; optional Aktivfahrwerk (PASM)                                                                        | einzeln an MacPherson-Federbeinen und Querlenkern, Stabilisator; optional Aktivfahrwerk (PASM)                                                                        | einzeln an MacPherson-Federbeinen und Querlenkern, Stabilisator; optional Aktivfahrwerk (PASM)                                                                        |
| Karosserie:                                | Selbsttragende Stahl-Karosserie mit ab 120 km/h automatisch ausfahrendem Heckspoiler                                                                                  | Selbsttragende Stahl-Karosserie mit ab 120 km/h automatisch ausfahrendem Heckspoiler                                                                                  | Selbsttragende Stahl-Karosserie mit ab 120 km/h automatisch ausfahrendem Heckspoiler                                                                                  |
| Tankinhalt:                                | 64 Liter | 64 Liter | 54 Liter |
| Radstand:                                  | 2415 mm | 2415 mm | 2415 mm |
| Wendekreis:                                | 11,1 m | 11,1 m | 11,1 m |
| Reifen/Felgen:                             | VA: 205 × 55 ZR17 auf 7J × 17 HA: 235 × 50 ZR17 auf 8,5J × 17 | VA: 235 × 40 ZR18 auf 8J × 18 HA: 265 × 40 ZR18 auf 9J × 18 | VA: 235 × 35 ZR19 auf 8,5J × 19 HA: 265 × 35 ZR19 auf 10J × 19 |
| Cw-Wert:                                   | 0,29 | 0,29 | 0,29 |
| Leergewicht nach EG-Norm:                  | 1405 kg mit PDK: 1435 kg | 1425 kg mit PDK: 1450 kg | 1370 kg mit PDK: 1395 kg |
| Höchstgeschwindigkeit:                     | 265 km/h, mit PDK 263 km/h | 277 km/h, mit PDK: 275 km/h | 282 km/h, mit PDK: 280 km/h |
| Beschleunigung, 0–100 km/h                 | 5,8 s, mit PDK: 5,7 s mit Sport Plus und PDK: 5,5 s | 5,2 s, mit PDK: 5,1 s mit Sport Plus und PDK: 4,9 s | 5,0 s, mit PDK: 4,9 s mit Sport Plus und PDK: 4,7 s |
| Beschleunigung, 0–160 km/h                 | 13,3 s; mit PDK: 13,2 s mit Sport Plus und PDK: 12,9 s | 11,4 s; mit PDK: 11,2 s mit Sport Plus und PDK: 10,9 s | k. A. |
| Elastizität (jeweils 5. Gang), 80–120 km/h | 7,6 s mit PDK: 7,5 s, | 6,5 s mit PDK: 6,3 s | 6,1 s mit PDK: 5,9 s |
| Kraftstoffverbrauch auf 100 km:            | 9,4 l; mit PDK: 9,1 l | 9,8 l; mit PDK: 9,4 l | 9,7 l; mit PDK: 9,3 l |
| CO2-Emission g/km:                         | 221; mit PDK: 214 | 230; mit PDK: 221 | 228; mit PDK: 218 |
| Grundpreis (April 2011) inkl. 19 % MWSt.:  | 50.790 Euro | 62.571 Euro | 69.830 Euro |

### Bücher
- Elmar Brümmer; Jutta Deiss; Reiner Schloz: Porsche Cayman. Jagdfieber. Delius Klasing Verlag, Bielefeld 2005, ISBN 3-7688-1715-6

### Zeitschriften
- auto motor und sport, Heft 12, 25. Mai 2005, Seiten 14–20. „Feste Beziehung“ – Vorstellung: Porsche Cayman
- auto motor und sport, Heft 20, 14. September 2005, Seiten 54–56 und 58. „Feuer unterm Dach“ – Vorstellung: Porsche Cayman S
- auto motor und sport, Heft 23, 26. Oktober 2005, Seiten 60–64 und 66. „Crocodile Rock“ – Test: Porsche Cayman S
- auto motor und sport, Heft 25, 23. November 2005, Seiten 92–96. „Back Beauty“ – Doppeltest: Porsche Cayman S / Porsche 911 Carrera

### Verkaufsliteratur
- Der neue Cayman und Cayman S. Konsequent Porsche. Dr. Ing. h.c. F. Porsche AG, Stuttgart. Stand 05/06, WVK 306 810 07 D/WW (pdf 2,22 MB)
- Der neue Cayman und Cayman S. Die Modelle in Daten. Dr. Ing. h.c. F. Porsche AG, Stuttgart. Stand 10/06 WVK 310 211 07 D/D (pdf 1,48 MB)

### Porsche Cayman
- Der Cayman auf der Porsche Homepage
- Der Porsche Cayman auf www.ClassicDriver.de
- PORSCHE CAYMAN – Jetzt auch ohne "S": Bericht auf Spiegel Online

### Porsche Cayman S
- Porsche-Webspecial zum Cayman S
- Der Cayman S auf der Porsche Homepage
- Der Porsche Cayman S auf www.ClassicDriver.de
- PORSCHE CAYMAN S – Die Alchemie stimmt: Bericht auf Spiegel Online

### Porsche Cayman R
- Porsche-Webspecial zum Cayman R